# Anolis
Famille
Genre
Synonymes
- Anolius Cuvier, 1816
- Dactyloa Wagler, 1830
- Draconura Wagler, 1830
- Norops Wagler, 1830
- Phalangoptyon Wagler & Michahelles, 1833
- Acantholis Cocteau, 1836
- Chamaeleolis Cocteau, 1839
- Ctenocercus Fitzinger, 1843
- Ctenodeira Fitzinger, 1843
- Ctenonotus Fitzinger, 1843
- Deiroptyx Fitzinger, 1843
- Dracontopsis Fitzinger, 1843
- Dracontura Fitzinger, 1843
- Eudactylus Fitzinger, 1843
- Eunotus Fitzinger, 1843
- Eupristis Fitzinger, 1843
- Gastrotropsis Fitzinger, 1843
- Heteroderma Fitzinger, 1843
- Istiocercus Fitzinger, 1843
- Microctenus Fitzinger, 1843
- Pristicercus Fitzinger, 1843
- Pseudochamaeleon Fitzinger, 1843
- Ptychonotus Fitzinger, 1843
- Semiurus Fitzinger, 1843
- Trachycoelia Fitzinger, 1843
- Trachypilus Fitzinger, 1843
- Tropidopilus Fitzinger, 1843
- Xiphocercus Fitzinger, 1843
- Xiphosurus Fitzinger, 1843
- Rhinosaurus Gray, 1845
- Placopsis Gosse, 1850
- Coccoessus Cope, 1862
- Scytomycterus Cope, 1875
- Tropidodactylus Boulenger, 1885
- Chamaelinorops Schmidt, 1919
- Phenacosaurus Barbour, 1920
- Diaphoranolis Barbour, 1923
- Audantia Cochran, 1934
- Mariguana Dunn, 1939
- Macroleptura Garrido, 1975
- Pseudoequestris Varona, 1985
- Gekkoanolis Varona, 1985
- Brevicaudata Varona, 1985

Anolis, unique représentant de la famille des Dactyloidae, est un genre de sauriens.

## Caractéristiques
De nombreuses espèces possèdent – comme les geckos – des setæ sous les doigts, qui leur permettent d'être de très bons grimpeurs. Ils présentent une forme allongée, avec une queue atteignant au moins un tiers de la longueur totale. Ils ont une tête allongée, avec un museau généralement assez pointu, et des yeux proéminents.
Certaines espèces ont à l'instar des caméléons des yeux dotés de mobilité indépendante. Certains peuvent de plus changer de couleur en fonction de divers paramètres tels que l'humeur, les conditions externes, la période, bien que de façon moins spectaculaire que la plupart des caméléons.
Les mâles sont dotés d'un fanon gulaire généralement rouge, qu'ils déploient pour impressionner les autres mâles (ce sont des animaux territoriaux) et pour séduire les femelles.
Selon les espèces d'Anolis la masse de ces reptiles varie de 3-30 g. La longueur de leurs sauts varie également, d'environ 30-60 cm.

## Écologie et comportement

### Alimentation

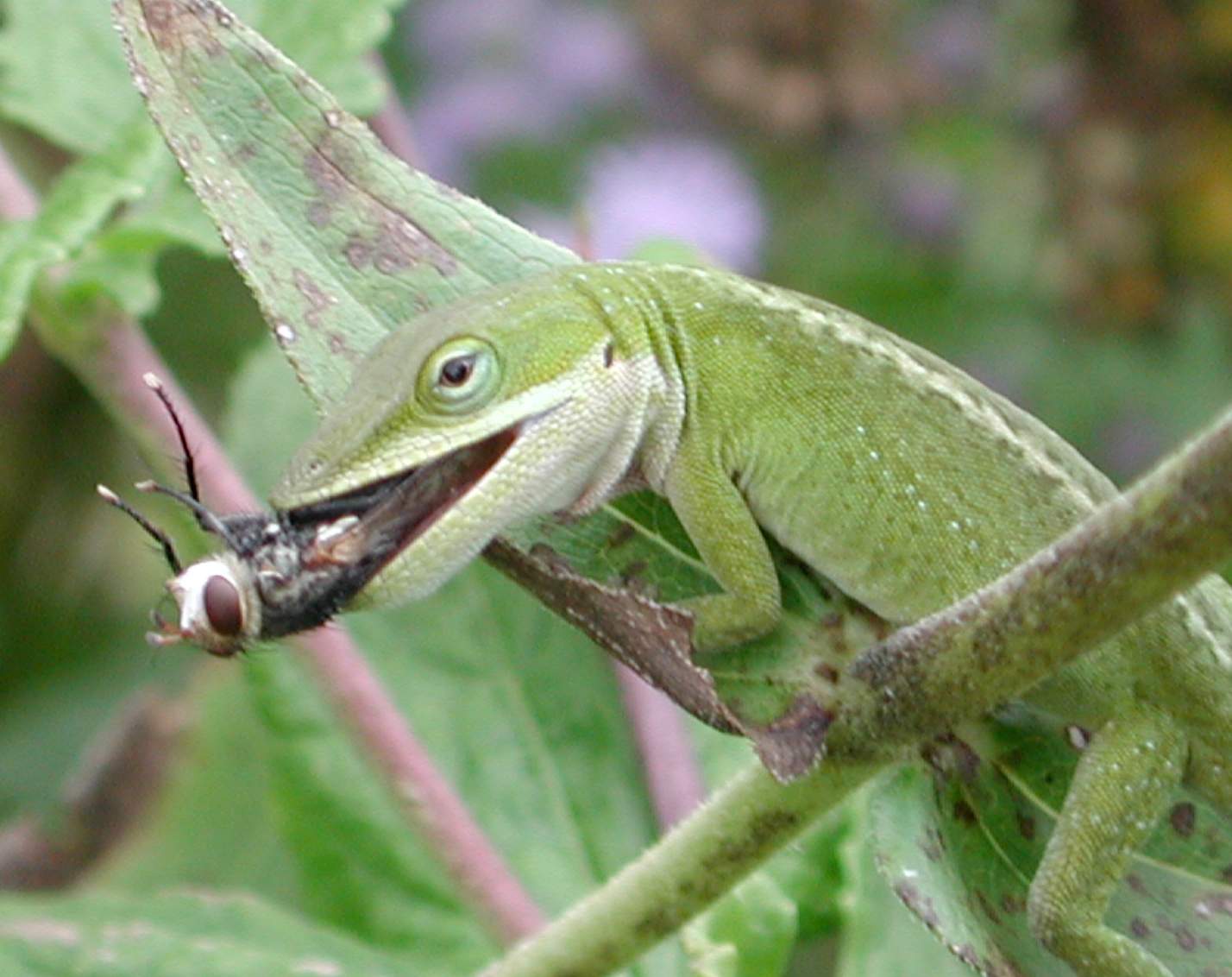
Anolis vert avalant une Éristale.

Ce sont des lézards diurnes, principalement arboricoles, qui consomment majoritairement des insectes bien que plusieurs espèces consomment également des fruits.

## Habitat et répartition
Plus de 400 espèces de ce genre se rencontrent dans le sud-est de l'Amérique du Nord, en Amérique centrale, aux Antilles et dans le nord de l'Amérique du Sud.

## Classification

### Liste des espèces
Selon The Reptile Database (28 mars 2020) :
- Anolis acutus Hallowell, 1856
- Anolis aeneus Gray, 1840
- Anolis aequatorialis Werner, 1894
- Anolis agassizi Stejneger, 1900
- Anolis agueroi (Diaz, Navarro & Garrido, 1998)
- Anolis ahli Barbour, 1925
- Anolis alayoni Estrada & Hedges, 1995
- Anolis alfaroi Garrido & Hedges, 1992
- Anolis aliniger Mertens, 1939
- Anolis allisoni Barbour, 1928
- Anolis allogus Barbour & Ramsden, 1919
- Anolis alocomyos (Köhler, Vargas & Lotzkat, 2014)
- Anolis altae Dunn, 1930
- Anolis altavelensis Noble & Hassler, 1933
- Anolis altitudinalis Garrido, 1985
- Anolis alumina Hertz, 1976
- Anolis alutaceus Cope, 1861
- Anolis alvarezdeltoroi Nieto Montes De Oca, 1996
- Anolis amplisquamosus (McCranie, Wilson & Williams, 1993)
- Anolis anatoloros Ugueto, Rivas, Barros, Sánchez-Pacheco & García-Pérez, 2007
- Anolis anchicayae Poe, Velasco, Miyata & Williams, 2009
- Anolis anfiloquioi Garrido, 1980
- Anolis angusticeps Hallowell, 1856
- Anolis anisolepis Smith, Burley & Fritts, 1968
- Anolis annectens Williams, 1974
- Anolis anoriensis Velasco, Gutiérrez-Cárdenas & Quintero-Angel, 2010
- Anolis antioquiae Williams, 1985
- Anolis antonii Boulenger, 1908
- Anolis apletolepis Köhler & Hedges, 2016
- Anolis apletophallus Köhler & Sunyer, 2008
- Anolis apollinaris Boulenger, 1919
- Anolis aquaticus Taylor, 1956
- Anolis arenal Köhler & Vargas, 2019
- Anolis argenteolus Cope, 1861
- Anolis argillaceus Cope, 1862
- Anolis aridius Köhler, Zimmer, McGrath & Hedges, 2019
- Anolis armouri (Cochran, 1934)
- Anolis auratus Daudin, 1802
- Anolis australis Köhler, Zimmer, McGrath & Hedges, 2019
- Anolis bahorucoensis Noble & Hassler, 1933
- Anolis baleatus (Cope, 1864)
- Anolis baracoae Schwartz, 1964
- Anolis barahonae Williams, 1962
- Anolis barbatus (Garrido, 1982)
- Anolis barbouri (Schmidt, 1919)
- Anolis barkeri (Schmidt, 1939)
- Anolis bartschi (Cochran, 1928)
- Anolis beckeri Boulenger, 1881
- Anolis bellipeniculus (Myers & Donnelly, 1996)
- Anolis benedikti Lotzkat, Bienentreu, Hertz & Köhler, 2011
- Anolis bicaorum (Köhler, 1996)
- Anolis bimaculatus (Sparrman, 1784)
- Anolis binotatus Peters, 1863
- Anolis biporcatus (Wiegmann, 1834)
- Anolis birama Garrido, 1990
- Anolis bitectus Cope, 1864
- Anolis blanquillanus Hummelinck, 1940
- Anolis boettgeri Boulenger, 1911
- Anolis bombiceps Cope, 1875
- Anolis bonairensis Ruthven, 1923
- Anolis boulengerianus Thominot, 1887
- Anolis brasiliensis Vanzolini & Williams, 1970
- Anolis bremeri Barbour, 1914
- Anolis breslini Schwartz, 1980
- Anolis brevirostris Bocourt, 1870
- Anolis brianjuliani Köhler, Petersen & Méndez de la Cruz, 2019
- Anolis brunneus Cope, 1894
- Anolis caceresae Hofmann & Townsend, 2018
- Anolis calimae Ayala, Harris & Williams, 1983
- Anolis campbelli (Köhler & Smith, 2008)
- Anolis capito Peters, 1863
- Anolis caquetae Williams, 1974
- Anolis carlliebi Köhler, Trejo Pérez, Petersen & Méndez De La Cruz, 2014
- Anolis carlostoddi (Williams, Praderio & Gorzula, 1996)
- Anolis carolinensis Voigt, 1832
- Anolis carpenteri Echelle, Echelle & Fitch, 1971
- Anolis casildae Arosemena, Ibáñez & De Sousa, 1991
- Anolis caudalis Cochran, 1932
- Anolis centralis Peters, 1970
- Anolis chamaeleonides Duméril & Bibron, 1837
- Anolis charlesmyersi Köhler, 2010
- Anolis chloris Boulenger, 1898
- Anolis chlorocyanus Duméril & Bibron, 1837
- Anolis chlorodius Köhler & Hedges, 2016
- Anolis christophei Williams, 1960
- Anolis chrysolepis Duméril & Bibron, 1837
- Anolis chrysops Lazell, 1964
- Anolis clivicola Barbour & Shreve, 1935
- Anolis cobanensis Stuart, 1942
- Anolis coelestinus Cope, 1862
- Anolis compressicauda Smith & Kerster, 1955
- Anolis concolor Cope, 1862
- Anolis confusus Estrada & Garrido, 1991
- Anolis conspersus Garman, 1887
- Anolis cooki Grant, 1931
- Anolis crassulus Cope, 1864
- Anolis cristatellus Duméril & Bibron, 1837
- Anolis cristifer Smith, 1968
- Anolis cryptolimifrons Köhler & Sunyer, 2008
- Anolis cupeyalensis Peters, 1970
- Anolis cupreus Hallowell, 1860
- Anolis cuprinus Smith, 1964
- Anolis cuscoensis Poe, Yañez-Miranda & Lehr, 2008
- Anolis cusuco (McCranie, Köhler & Wilson, 2000)
- Anolis cuvieri Merrem, 1820
- Anolis cyanopleurus Cope, 1861
- Anolis cybotes Cope, 1862
- Anolis cymbops Cope, 1864
- Anolis damulus Cope, 1864
- Anolis danieli Williams, 1988
- Anolis darlingtoni (Cochran, 1935)
- Anolis datzorum Köhler, Ponce, Sunyer & Batista, 2007
- Anolis delafuentei Garrido, 1982
- Anolis deltae Williams, 1974
- Anolis desechensis Heatwole, 1976
- Anolis desiradei Lazell, 1964
- Anolis dissimilis Williams, 1965
- Anolis distichus Cope, 1861
- Anolis divius Köhler & Hedges, 2016
- Anolis dolichocephalus Williams, 1963
- Anolis dollfusianus Bocourt, 1873
- Anolis dracula Yánez-Muñoz, Reyes-Puig, Velasco, Ayala-Varela & Torres-Carjaval, 2018
- Anolis duellmani Fitch & Henderson, 1973
- Anolis dunni Smith, 1936
- Anolis eladioi Köhler & Hedges, 2016
- Anolis elcopeensis Poe, Scarpetta & Schaad, 2015
- Anolis equestris Merrem, 1820
- Anolis ernestwilliamsi Lazell, 1983
- Anolis etheridgei Williams, 1962
- Anolis eugenegrahami Schwartz, 1978
- Anolis eulaemus Boulenger, 1908
- Anolis euskalerriari (Barros, Williams & Viloria, 1996)
- Anolis evermanni Stejneger, 1904
- Anolis extremus Garman, 1887
- Anolis fairchildi Barbour & Shreve, 1935
- Anolis fasciatus Boulenger, 1885
- Anolis ferreus (Cope, 1864)
- Anolis festae Peracca, 1904
- Anolis fitchi Williams & Duellman, 1984
- Anolis forresti Barbour, 1923
- Anolis fortunensis Arosemena & Ibáñez, 1993
- Anolis fowleri Schwartz, 1973
- Anolis fraseri Günther, 1859
- Anolis frenatus Cope, 1899
- Anolis fugitivus Garrido, 1975
- Anolis fungosus Myers, 1971
- Anolis fuscoauratus D’Orbigny, 1837
- Anolis gadovii Boulenger, 1905
- Anolis gaigei Ruthven, 1916
- Anolis garmani Stejneger, 1899
- Anolis garridoi Diaz, Estrada & Moreno, 1996
- Anolis gemmosus O’Shaughnessy, 1875
- Anolis gibbiceps Cope, 1864
- Anolis ginaelisae (Lotzkat, Hertz, Bienentreu & Köhler, 2013)
- Anolis gingivinus Cope, 1864
- Anolis gonavensis Köhler & Hedges, 2016
- Anolis gorgonae Barbour, 1905
- Anolis gracilipes Boulenger, 1898
- Anolis grahami Gray, 1845
- Anolis granuliceps Boulenger, 1898
- Anolis griseus Garman, 1887
- Anolis gruuo Köhler, Ponce, Sunyer & Batista, 2007
- Anolis guafe Estrada & Garrido, 1991
- Anolis guamuhaya (Garrido, Pérez-Beato & Moreno, 1991)
- Anolis guazuma Garrido, 1984
- Anolis gundlachi Peters, 1877
- Anolis haetianus Garman, 1887
- Anolis haguei Stuart, 1942
- Anolis hendersoni Cochran, 1923
- Anolis heterodermus Duméril, 1851
- Anolis higuey Köhler, Zimmer, McGrath & Hedges, 2019
- Anolis hispaniolae Köhler, Zimmer, McGrath & Hedges, 2019
- Anolis hobartsmithi Nieto-Montes De Oca, 2001
- Anolis homolechis (Cope, 1864)
- Anolis huilae Williams, 1982
- Anolis humilis Peters, 1863
- Anolis hyacinthogularis Torres-Carvajal, Ayala-Varela, Lobos, Poe & Narváez, 2017
- Anolis ibague Williams, 1975
- Anolis ibanezi Poe, Latella, Ryan & Schaad, 2009
- Anolis imias Ruibal & Williams, 1961
- Anolis immaculogularis Köhler, Trejo Pérez, Petersen & Méndez De La Cruz, 2014
- Anolis impetigosus Cope, 1864
- Anolis incredulus Garrido & Moreno, 1998
- Anolis inderenae (Rueda & Hernández-Camacho, 1988)
- Anolis inexpectatus Garrido & Estrada, 1989
- Anolis insignis Cope, 1871
- Anolis insolitus Williams & Rand, 1969
- Anolis intermedius Peters, 1863
- Anolis isolepis (Cope, 1861)
- Anolis jacare Boulenger, 1903
- Anolis johnmeyeri Wilson & McCranie, 1982
- Anolis juangundlachi Garrido, 1975
- Anolis jubar Schwartz, 1968
- Anolis kahouannensis Lazell, 1964
- Anolis kathydayae Poe & Ryan, 2017
- Anolis kemptoni Dunn, 1940
- Anolis koopmani Rand, 1961
- Anolis kreutzi (McCranie, Köhler & Wilson, 2000)
- Anolis krugi Peters, 1877
- Anolis kunayalae Hulebak, Poe, Ibáñez & Williams, 2007
- Anolis laevis (Cope, 1875)
- Anolis laeviventris (Wiegmann, 1834)
- Anolis lamari Williams, 1992
- Anolis landestoyi Mahler, Lambert, Geneva, Ng, Hedges, Losos & Glor, 2016
- Anolis latifrons Berthold, 1846
- Anolis leachii Duméril & Bibron, 1837
- Anolis leditzigorum (Köhler, Vargas & Lotzkat, 2014)
- Anolis lemniscatus Boulenger, 1898
- Anolis lemurinus Cope, 1861
- Anolis leucodera Köhler & Hedges, 2016
- Anolis limifrons Cope, 1862
- Anolis limon Velasco & Hurtado-Gómez, 2014
- Anolis lineatopus Gray, 1840
- Anolis lineatus Daudin, 1802
- Anolis liogaster Boulenger, 1905
- Anolis lionotus Cope, 1861
- Anolis litoralis Garrido, 1975
- Anolis lividus Garman, 1887
- Anolis longiceps Schmidt, 1919
- Anolis longitibialis Noble, 1923
- Anolis lososi Torres-Carvajal, Ayala-Varela, Lobos, Poe & Narváez, 2017
- Anolis loveridgei Schmidt, 1936
- Anolis loysiana Duméril & Bibron, 1837
- Anolis luciae Garman, 1887
- Anolis lucius Duméril & Bibron, 1837
- Anolis luteogularis Noble & Hassler, 1935
- Anolis luteosignifer Garman, 1888
- Anolis lynchi Miyata, 1985
- Anolis lyra Poe, Velasco, Miyata & Williams, 2009
- Anolis macilentus Garrido & Hedges, 1992
- Anolis macrinii Smith, 1968
- Anolis macrolepis Boulenger, 1911
- Anolis macrophallus Werner, 1917
- Anolis maculigula Williams, 1984
- Anolis maculiventris Boulenger, 1898
- Anolis magnaphallus Poe & Ibáñez, 2007
- Anolis maia Batista, Vesely, Mebert, Lotzkat & Köhler, 2015
- Anolis marcanoi Williams, 1975
- Anolis mariarum Barbour, 1932
- Anolis marmoratus Duméril & Bibron, 1837
- Anolis marron Arnold, 1980
- Anolis marsupialis Taylor, 1956
- Anolis matudai Smith, 1956
- Anolis maynardi Garman, 1888
- Anolis mccraniei Köhler, Townsend & Peterson, 2016
- Anolis medemi Ayala & Williams, 1988
- Anolis megalopithecus Rueda-Almonacid, 1989
- Anolis megapholidotus Smith, 1933
- Anolis menta Ayala, Harris & Williams, 1984
- Anolis meridionalis Boettger, 1885
- Anolis mestrei Barbour & Ramsden, 1916
- Anolis microlepidotus Davis, 1954
- Anolis microlepis Álvarez Del Toro & Smith, 1956
- Anolis microtus Cope, 1871
- Anolis milleri Smith, 1950
- Anolis mirus Williams, 1963
- Anolis monensis Stejneger, 1904
- Anolis monteverde Köhler, 2009
- Anolis monticola Shreve, 1936
- Anolis morazani Townsend & Wilson, 2009
- Anolis muralla (Köhler, McCranie & Wilson, 1999)
- Anolis nasofrontalis Amaral, 1933
- Anolis naufragus (Campbell, Hillis & Lamar, 1989)
- Anolis neblininus (Myers, Williams & Mcdiarmid, 1993)
- Anolis nebuloides Bocourt, 1873
- Anolis nebulosus (Wiegmann, 1834)
- Anolis neglectus Prates, Melo-Sampaio, De Queiroz, Carnaval, Rodrigues & Oliveira-Drummond, 2019
- Anolis nelsoni Barbour, 1914
- Anolis nicefori Barbour, 1932
- Anolis nietoi Köhler, Trejo Pérez, Petersen & Méndez De La Cruz, 2014
- Anolis nigrolineatus Williams, 1965
- Anolis noblei Barbour & Shreve, 1935
- Anolis notopholis Boulenger, 1896
- Anolis nubilus Garman, 1887
- Anolis occultus Williams & Rivero, 1965
- Anolis ocelloscapularis (Köhler, McCranie & Wilson, 2001)
- Anolis oculatus (Cope, 1879)
- Anolis oligaspis Cope, 1894
- Anolis olssoni Schmidt, 1919
- Anolis omiltemanus Davis, 1954
- Anolis onca (O’Shaughnessy, 1875)
- Anolis opalinus Gosse, 1850
- Anolis ophiolepis Cope, 1861
- Anolis oporinus Garrido & Hedges, 2001
- Anolis orcesi (Lazell, 1969)
- Anolis ordinatus Cope, 1864
- Anolis ortonii Cope, 1868
- Anolis osa Köhler, Dehling & Köhler, 2010
- Anolis otongae Ayala-Varela & Velasco, 2010
- Anolis oxylophus Cope, 1875
- Anolis pachypus Cope, 1875
- Anolis paravertebralis Bernal-Carlo & Roze, 2005
- Anolis parilis Williams, 1975
- Anolis parvicirculatus Alvarez Del Toro & Smith, 1956
- Anolis paternus Hardy, 1967
- Anolis pentaprion Cope, 1863
- Anolis peraccae Boulenger, 1898
- Anolis peruensis Poe, Latella, Ayala-Varela, Yañez-Miranda & Torres-Carvajal, 2015
- Anolis petersii Bocourt, 1873
- Anolis peucephilus Köhler, Trejo-Pérez, Petersen, Mendez De La Cruz, 2014
- Anolis philopunctatus Rodrigues, 1988
- Anolis phyllorhinus Myers & Carvalho, 1945
- Anolis pigmaequestris Garrido, 1975
- Anolis pijolense (McCranie, Wilson & Williams, 1993)
- Anolis pinchoti Cochran, 1931
- Anolis placidus Hedges & Thomas, 1989
- Anolis planiceps Troschel, 1848
- Anolis podocarpus Ayala-Varela & Torres-Carvajal, 2010
- Anolis poecilopus Cope, 1862
- Anolis poei Ayala-Varela, Troya-Rodriguez, Talero-Rodriguez & Torres-Carvajal, 2014
- Anolis pogus Lazell, 1972
- Anolis polylepis Peters, 1874
- Anolis poncensis Stejneger, 1904
- Anolis porcatus Gray, 1840
- Anolis porcus (Cope, 1864)
- Anolis prasinorius Köhler & Hedges, 2016
- Anolis princeps Boulenger, 1902
- Anolis proboscis Peters & Orces, 1956
- Anolis propinquus Williams, 1984
- Anolis pseudokemptoni Köhler, Ponce, Sunyer & Batista, 2007
- Anolis pseudopachypus Köhler, Ponce, Sunyer & Batista, 2007
- Anolis pseudotigrinus Amaral, 1933
- Anolis pulchellus Duméril & Bibron, 1837
- Anolis pumilus Garrido, 1988
- Anolis punctatus Daudin, 1802
- Anolis purpurescens Cope, 1899
- Anolis purpurgularis (McCranie, Cruz & Holm, 1993)
- Anolis purpuronectes Gray, Meza-Lázaro, Poe & Nieto-Montes de Oca, 2016
- Anolis pygmaeus Alvarez Del Toro & Smith, 1956
- Anolis quadriocellifer Barbour & Ramsden, 1919
- Anolis quaggulus Cope, 1885
- Anolis quercorum Fitch, 1978
- Anolis radulinus Cope, 1862
- Anolis reconditus Underwood & Williams, 1959
- Anolis rejectus Garrido & Schwartz, 1972
- Anolis rhombifer Boulenger, 1895
- Anolis richardii Duméril & Bibron, 1837
- Anolis ricordii Duméril & Bibron, 1837
- Anolis rimarum Thomas & Schwartz, 1967
- Anolis rivalis Williams, 1984
- Anolis roatanensis (Köhler & McCranie, 2001)
- Anolis rodriguezii Bocourt, 1873
- Anolis roosevelti Grant, 1931
- Anolis roquet (Lacépède, 1788)
- Anolis rubiginosus Bocourt, 1873
- Anolis rubribarbaris (Köhler, McCranie & Wilson, 1999)
- Anolis rubribarbus Barbour & Ramsden, 1919
- Anolis ruibali Navarro & Garrido, 2004
- Anolis ruizii Rueda & Williams, 1986
- Anolis rupinae Williams & Webster, 1974
- Anolis sabanus Garman, 1887
- Anolis sacamecatensis Köhler, Trejo Pérez, Petersen & Méndez De La Cruz, 2014
- Anolis sagrei Duméril & Bibron, 1837
- Anolis salvini Boulenger, 1885
- Anolis santamartae Williams, 1982
- Anolis savagei Poe & Ryan, 2017
- Anolis scapularis Boulenger, 1908
- Anolis schiedii (Wiegmann, 1834)
- Anolis schwartzi Lazell, 1972
- Anolis scriptus Garman, 1887
- Anolis scypheus Cope, 1864
- Anolis semilineatus Cope, 1864
- Anolis sericeus Hallowell, 1856
- Anolis serranoi (Köhler, 1999)
- Anolis sheplani Schwartz, 1974
- Anolis shrevei (Cochran, 1939)
- Anolis sierramaestrae Holáňová, Rehák & Frynta, 2012
- Anolis singularis Williams, 1965
- Anolis smallwoodi Schwartz, 1964
- Anolis smaragdinus Barbour & Shreve, 1935
- Anolis sminthus Dunn & Emlen, 1932
- Anolis soinii Poe & Yañez-Miranda, 2008
- Anolis solitarius Ruthven, 1916
- Anolis spectrum Peters, 1863
- Anolis squamulatus Peters, 1863
- Anolis stevepoei Köhler, Trejo Pérez, Petersen & Méndez De La Cruz, 2014
- Anolis strahmi Schwartz, 1979
- Anolis stratulus Cope, 1861
- Anolis subocularis Davis, 1954
- Anolis sulcifrons Cope, 1899
- Anolis tandai Avila-Pires, 1995
- Anolis taylori Smith & Spieler, 1945
- Anolis tenorioensis Köhler, 2011
- Anolis terraealtae Barbour, 1915
- Anolis terueli Navarro, Fernandez & Garrido, 2001
- Anolis tetarii (Barros, Williams & Viloria, 1996)
- Anolis tigrinus Peters, 1863
- Anolis toldo Fong & Garrido, 2000
- Anolis tolimensis Werner, 1916
- Anolis townsendi Stejneger, 1900
- Anolis trachyderma Cope, 1875
- Anolis transversalis Duméril, 1851
- Anolis trinitatis Reinhardt & Lütken, 1862
- Anolis triumphalis (Nicholson & Köhler, 2014)
- Anolis tropidogaster Hallowell, 1856
- Anolis tropidolepis Boulenger, 1885
- Anolis tropidonotus Peters, 1863
- Anolis umbrivagus Bernal-Carlo & Roze, 2005
- Anolis uniformis Cope, 1885
- Anolis unilobatus Köhler & Vesely, 2010
- Anolis urraoi Grisales-Martínez, Velasco, Bolívar, Williams & Daza 2017
- Anolis utilensis (Köhler, 1996)
- Anolis valencienni Duméril & Bibron, 1837
- Anolis vanidicus Garrido & Schwartz, 1972
- Anolis vanzolinii (Williams, Orces, Matheus & Bleiweiss, 1996)
- Anolis vaupesianus Williams, 1982
- Anolis ventrimaculatus Boulenger, 1911
- Anolis vermiculatus Cocteau, 1837
- Anolis vescus Garrido & Hedges, 1992
- Anolis vicarius Williams, 1986
- Anolis villai Fitch & Henderson, 1976
- Anolis viridius Köhler & Hedges, 2016
- Anolis vittigerus Cope, 1862
- Anolis wampuensis (McCranie & Köhler, 2001)
- Anolis wattsi Boulenger, 1894
- Anolis websteri Arnold, 1980
- Anolis wellbornae Ahl, 1940
- Anolis wermuthi (Köhler & Obermeier, 1998)
- Anolis whitemani Williams, 1963
- Anolis williamsii Bocourt, 1870
- Anolis williamsmittermeierorum Poe & Yañez-Miranda, 2007
- Anolis wilsoni Köhler, Townsend & Peterson, 2016
- Anolis woodi Dunn, 1940
- Anolis yoroensis (McCranie, Nicholson & Köhler, 2001)
- Anolis zapotecorum Köhler, Trejo Pérez, Petersen & Méndez De La Cruz, 2014
- Anolis zeus (Köhler & McCranie, 2001)

### Taxinomie
Anciennement placé dans la famille des Polychrotidae, ce genre est désormais placé dans les Dactyloidae.
Avec presque 400 espèces différentes, Anolis est le genre d'amniotes le plus riche en espèces. Il a été réduit à une cinquantaine d'espèces à la suite d'une révision puis rétabli en un genre unique au sein de sa famille par Steven Poe en 2013.

## Publications originales
- Cochran, 1934 : Herpetological collections made in Hispaniola by the Utowana Expedition, 1934. Occasional Papers of the Boston Society of Natural History, vol. 8, p. 163-188 (texte intégral).
- Daudin, 1802 : Histoire Naturelle, Générale et Particulière des Reptiles; ouvrage faisant suit à l'Histoire naturelle générale et particulière, composée par Leclerc de Buffon; et rédigee par C.S. Sonnini, membre de plusieurs sociétés savantes, vol. 4, F. Dufart, Paris, p. 1-397 (texte intégral).
- Fitzinger, 1843 : Systema Reptilium, fasciculus primus, Amblyglossae. Braumüller et Seidel, Wien, p. 1-106 (texte intégral).
- Schmidt, 1919 : Descriptions of new Amphibians and Reptiles from Santo Domingo and Navassa. New York Bulletin of the American Museum, vol. 41, p. 519-525 (texte intégral).
- Fitzinger, 1826 : Neue Classification der Reptilien nach ihren natürlichen Verwandtschaften nebst einer Verwandschafts-Tafel und einem Verzeichnisse der Reptilien-Sammlung des K. K. Zoologischen Museums zu Wien J. G. Heubner, Wien, p. 1-66 (texte intégral).* Wagler, 1830 : Natürliches System der Amphibien : mit vorangehender Classification der Säugethiere und Vögel : ein Beitrag zur vergleichenden Zoologie. München p. 1-354 (texte intégral).